# جورج چارلز بینگهام، سومین ارل لوکان
جورج چارلز بینگهام، سومین ارل لوکان (انگلیسی: George Bingham, 3rd Earl of Lucan; ۱۶ آوریل ۱۸۰۰ – ۱۰ نوامبر ۱۸۸۸) فرمانده نظامی اهل پادشاهی متحد بریتانیای کبیر و ایرلند بود. وی همچنین برندهٔ جوایزی همچون نشان حمام و نشان آنای مقدس (سنت آنا) شده‌است.